# The Beatles
The Beatles je kultni rock i pop sastav iz Liverpoola, Engleska, Ujedinjeno Kraljevstvo. Jedan su od najkomercijalnijih, najuspješnijih i najpopularnijih sastava u povijesti rock glazbe.

## Životopis sastava
U ožujku 1957., pohađajući "Quarry Bank Grammar" školu u Liverpoolu, John Lennon formira skiffle (izvođenje folka, jazza i bluesa) sastav koji se zove "The Quarrymen". Pet dana kasnije susreo se s gitaristom Paulom McCartneyjem, koji je dolazio iz Wooltona i pozvao ga da mu se pridruži u sastav. 6. veljače 1958. mladi gitarist George Harrison pozvan je u sastav na promatranje. Na McCartneyjevo inzistiranje Harrison je u sastav primljen nakon jedne probe u ožujku 1958. gdje je svirao prvu gitaru. U to vrijeme su Lennon i McCartney obojica jedan period svirala ritam gitaru. U siječnju 1960., Lennonov prijatelj iz škole Stuart Sutcliffe, dolazi u sastav i svira bas-gitaru i tada su se počeli zvati "The Silver Beetles" (izvedeno od njihovog menadžera Larryja Parnesa koji je predlagao da se zovu "Long John and the Silver Beetles"). Kasnije u kolovozu 1960. počinju se zvati "The Beatles".
Više no itko drugi, Beatlesi su objedinili najbolje vrijednosti ranog rock and rolla te ih pretvorili u novu izvornu formu, afirmirajući usput ideju rock sastava kao kolektivnog autora/izvođača u jednoj osobi. Fascinacija rock and rollom Eddieja Cochrana, Little Richarda i Genea Vincenta pokazala se poticajnom za stvaranjem novih rock standarda s kojima je sastav izborio svoj prvi nastup, višemjesečni ugovor u hamburškom Star klubu. U Hamburgu su silom prilika brzo profesionalno sazreli odrađujući višesatne setove u noćnom klubu blizu ozloglašene zone "crvenih svjetala". U Liverpool su se vratili 1961. nakon dva odrađena ugovora u Hamburgu i nakon što ih je, planirajući se posvetiti studiju umjetnosti, napustio basista Stu Sutcliffe, koji pak 1962. umire od izljeva krvi u mozak.
O karijeri Beatlesa u Liverpoolu skrbi novi menadžer Brian Epstein a stalne svirke u liverpoolskom klubu The Cavern (u kojem je utemeljen osebujni i iznimno popularan Merseybeat zvuk), promoviraju ih u vodeću lokalnu atrakciju. Krajem 1961. i početkom 1962. Epstein Beatlesima osigurava ugovor za snimanje ploče s izdavačkom kućem EMI /Parlophoneom u ljeto 1962. i to uglavnom zahvaljujući zalaganju producenta (kasnije njihov ključni suradnik), Georgea Martina. Prije snimanja nastupnog singla "Love Me Do", umjesto Petea Besta za bubnjara dolazi Ringo Starr, nekadašnji član sastava Rory Storm & The Hurricanes. Nastupni singl "Love Me Do" potpisali su Lennon i McCartney. Bio je to tipičan singl ranog britanskog popa sa zaraznom melodijom refrena, naglašenom izvedbom gitare, pozadinskim sviranjem ritam sekcije i svježim harmonijama. "From Me To You" dospio je samo do 17. mjesta top liste, no već treći singl Please Please Me dosegao je drugo mjesto na ljestvici.
Mlada publika mahom srednjoškolci koja je pohrlila u prodavaonice ploča, s jednakim je ushitom odlazila i na koncerte, najavljujući početak beatlemanije, koja je uskoro temeljito potresla Britaniju, Europu, Ameriku i cijeli svijet. Album prvijenac Please Please Me snimljen je za maratonskog jednodnevnog snimanja. Na albumu se našao izvorni materijal s potpisom Lennona i McCartneyja, te standardi koje je grupa uvježbala na koncertima poput neizbježnog "Twist & Shout".
Potvrdu uspješne skladateljske formule dvojac Lennon/McCartney i novog zvuka koji je u studiju napravio George Martin, dalo je tržište. Album je punih trideset tjedana bio na vrhu britanske top liste. Naravno, u skladu s tadašnjim izdavačkim normama morao je uključiti hitove sa singl ploča koji su mu prethodili (Love Me Do", Please Please Me, "From Me To You",PS I Love You") te nove potencijalne hit singlove, poput kasnije uspješnice "Twist And Shout".
Album With the Beatles koristi istu formulu kombinacije standarda i skladbi Lennona i McCartneyja, izlazi u studenome 1963. i najavljuje uspješni hit singl "She Loves You". Beatlesi su tada već velike zvijezde, a album donosi čitav niz novih hitova. Nakon što je tvrtka "Capitol" konačno u SAD-u objavila početkom 1964. singl "I Wanna Hold Your Hand" te album Meet the Beatles! (američko izdanje slično britanskom With the Beatles), Beatlesi u veljači kreću na američku turneju i osvajaju Ameriku. Stvarajući ujedno put za britansku invaziju grupa poput, Stonesa, Kinksa... Sudjelovanje na poznatom televizijskom Ed Sullivan nastupu, gledalo ih je rekordnih 70 milijuna gledatelja, a svega dva mjeseca kasnije Beatlesi su okupirali prvih pet mjesta na referentnoj Billboarovoj top lista singlova nizom: "Can't Buy My Love", "Twist And Shout", "She Loves You", I Want To Hold Your Hand", Please Please Me.
Album A Hard Day's Night izlazi u ljeto 1964., na kojem se nalazi glazba iz istoimenog filma Richarda Lestera, koji je uhvatio atmosferu "beatlemanije". Na kraju 1964. objavljen je novi album Beatles for Sale koji je zauzeo prvo mjesto na obje strane Atlantika. Godinu dana kasnije Beatlesi su na velikoj europskoj, azijskoj i australskoj turneji na kojoj uspijevaju snimiti još jedan film s Richardom Lesterom i pripadajućim albumom na koje se nalazi glazba iz filma. Album Help! najavljen je singlom "Ticket To Ride", koja je kao i naslovna tema bila broj jedan u Americi, no ključna skladba na albumu je "Yesterday", jedna od najizvođenijih i najčešće snimanih skladbi svih vremena. Rubber Soul izlazi u prosincu 1965. i bilježi pomak s plitkih ljubavnih tema prema slojevitim tekstovima te složenijim glazbenim teksturama. Album je jako puno pod utjecajem Bob Dylana, psihodelije i folk rocka, a bilježi i različite interese trojice skladatelja; Lennona (Koji inzistira na "odmetničkom" rockerksom naboju), McCartneyja (koji više njeguje pop glazbu) te Harrisona (koji se sve više gleda kao autor i prijenosnik psihodelične glazbe).
Album Revolver izlazi 1966. i ide još jedan korak dalje. Beatlesi su nakon objavljivanja albuma i službeno odustali od koncerta i turneje u korist studijskog rada, a već Revolver s 10 tjedana snimanja u studiju, postaje do tada najambicioznije sniman album. Početkom 1967. Beatlesi objavljuju jedan od svojih najboljih singlova s dvostrukom "A" stranom, odnosno skladbama "Penny Lane" i "Strawberry Fields Forever", a to je bio pravi uvod u remek djelo koje je slijedilo.
Album Sgt. Pepper's Lonely Hearts Club Band izlazi u ljeto 1967. i postaje jedan od najutjecajnijih albuma u povijesti rocka. Sniman je novom tehnikom i korištenjem četverokanalnog studija te u novijoj produkciji Georgea Martina. Skladbe na albumu prožete su elektroničkim efektima, tradicijom music halla, kabarea, psihodelije, elementima klasične glazbe, soula, etnoom, i kao takav dao je mnoge hitove. Sgt. Pepper bio je njihov najprodavaniji album i punih 15 tjedana nije silazio s vrha britanske top liste. Singl "All You Need Is Love" Beatlesi snimaju u živo u srpnju 1967. za vrijeme pionirskog mondovizijskog TV prijenosa koji je prenošen satelitom. Iste godine umire im menadžer Brian Epstein.
Dvostruki album The Beatles, znan kao "dvostruki bijeli album" ili The White Album kojeg je likovno opremio Richard Hamilton (likovni umjetnik), nastao je nakon niza problema s kojima su se suočili Beatlesi; Lennonove rastave i veze s Yoko Ono, smrt menadžera, raspadom njihove korporacije "Apple"... Album je sniman vrlo dugo, uz nesuglasice i tenzije koje se nisu smanjile ni nakon snimanja, no komercijalni učinak albuma je bio ogroman. Prethodio mu je u vrlo uspješni singl "Hey Jude", koji je prodan u preko 6 milijuna primjeraka, no nije se našao na albumu. "Bijeli album" postao je jedan od najcitiranijih i najutjecajnijih albuma Beatlesa.
Nastojeći nadvladati nesuglasice u sastavu, u proljeće 1969. snimaju novi materijal u studiju uz prisustvo kamera. Rezultat je poražavajući, skoro su se doslovno raspali pred kamerama, ostavljajući za sobom rastresit i neuravnotežen materijal čiji su bolji trenuci (uz postprodukciju Phila Spectora) postali Let It Be, album objavljen 1970. Riječ je o oproštajnom i zapravo postumnom objavljenom albumu Beatlesa na kojem su se ipak našle neke iznimne skladbe poput naslovne teme, "Across The Universe" i "Long And Winding Road" te hit singla "Get Back".
Premda su razlike i tenzije u sastavu bile sve veće, Beatlesi su se još jednom našli u studiju sa svojim producentom Georgeom Martinom. Rezultat te suradnje bio je album Abbey Road, posljednja ploča koju su Beatlesi objavili kao aktivan sastav. Album je desetljećima bio apsolutni favorit publike, a s devet milijuna prodanih primjeraka postao je i najnakladnijim albumom Beatlesa. Album je na "A" strani ponudio nekoliko iznimnih skladbi dok je na bogato orkestriranom "B" stranom bitno utjecao na način pisanja te promišljanja brojnih progresivnih autora ranih sedamdesetih.
Nedugo nakon izlaska albuma, Lennon je prvi počeo javno govoriti o odlasku iz sastava, ipak prvi je Beatlese službeno napustio Paul McCartney u travnju 1970. Sva četvorica, tada već bivših Beatlesa, uskoro su nastavili svoje karijere; Lennon prvo s "Plastic Ono Bandom", a potom i samostalnim projektima, McCartney solo ili s "Wingsima", George Harrison i Ringo vlastitim albumima. Ubojstvo Lennona u prosincu 1980. prekinulo je sve spekulacije o ponovnom okupljanju, a smrt Georgea Harrisona 2001.g. i mogućnost za tehnološki moguća "postumna izdanja" kakva je bilo ono iz 1995. na projektu Anthology.
Projekt Anthology (tri izdanja s po dva CD-a iz 1995. i 1996.) ponudio je ranije neobjavljene demo-snimke, alternativne verzije, fragmente konverzacije i komentara. Cijeli projekt zamišljen je i odrađen je kao visokokvalitetna zvučna izvedba i zaključni je dokument u diskografiji Beatlesa. Let It Be… Naked također dolazi iz arhiva. Radi se o albumu s isječcima za album Let It Be, koji je prema tvrdnjama Paula McCartneyja, bio zamišljen bez podrške velikog orkestra. Osim drugih verzija udarnih skladbi na albumu, donio je i ranije na albumima neobjavljene singlove "Get Back" i "Don't Let Me Down".

## Povijest
Grupa The Beatles je najpopularnija i najutjecajnija grupa u povijesti popularne glazbe. Njihove pjesme dominirale su 1960-ih godina kada su ljudi vjerovali da glazba može promijeniti svijet, a skladateljska vještina Lennona i McCartneyja omogućila je da njihova glazba i dalje živi. Njihove pjesme još uvijek imaju utjecaja na mnoge današnje glazbenike. Prvi nastupi uživo počeli su u klubovima Liverpoola i okolici. Njihove žive izvedbe bile su uzbudljivo iskustvo u odnosu na ozbiljne i krute izvođače koji su prevladavali u popularnoj glazbi tog vremena. Slava The Beatlesa temeljila se na skladateljskoj vještini Johna Lennona i Paula McCartneyja. U početku su obojica pisali tradicionalne rock and roll pjesme o prijateljstvu i ljubavi, no kako se taj tandem razvijao, njihove pjesme su postale raznovrsnije.

### Rani život
Sva četvorica Beatlesa rođena su u engleskoj luci Liverpoolu i svirali su raznim rock and roll grupama krajem 1950-ih. Godina 1960. – 61. John, Paul, George i bubnjar Pete Best svirali su u Star Clubu u njemačkoj luci Hamburgu, gdje su puno naučili o nastupu uživo. Nakon povratka u Englesku, redovito su nastupali u liverpulskom The Cavern Clubu. 18. kolovoza 1962. njihov menadžer Brian Epstein (1934. – 67.) zamijenio je Besta Ringom Starrom na mjestu bubnjara.

### Beatlemanija
U siječnju 1964. pjesma "I Want To Hold Your Hand" dospjela je na vrh američke glazbene ljestvice. U jezik je ušla nova riječ "beatlemanija" kao izraz za tisuće obožavatelja koji su vrišteći u stopu pratili ovu grupu. Za nekoliko mjeseci The Beatles su postali najveća glazbena grupa na svijetu.

## Snimanje ploča
Godine 1966. The Beatlesi su prestali nastupati uživo i više vremena provodili u studiju. Tamo su eksperimentirali s različitim instrumentima, kao što su gudački orkestri i sitari, te novim snimateljskim tehnikama. Za njihovo remek-djelo Sgt. Pepper˙s Lonely Hearts Club Band trebalo je nekoliko mjeseci rada te primjena tehnika kao što su spajanje vrpci i snimanje na više kanala.

### Posljednji album
Godine 1969. grupa se počela raspadati zbog sukoba koji su rasli među četvoricom njezini članova i stoga što su njihovi glazbeni interesi kretali različitim smjerovima. Njihovi posljednji snimljeni albumi bili su  Abbey Road (1969.) i Let It Be, koji je pušten u prodaju 1970. iako je snimljen prije Abbey Roada. The Beatles su se krajem te godine i razišli. Sva četvorica su nastavili svoje karijere kao solo glazbenici.

### George Martin
Britanski producent George Martin (r.1926.) producirao je gotove sve gramofonske ploče The Beatlesa, nakon što je prihvatio njihove prve demovrpce za EMI 1962. Martin je bio gramofonski producent, a poznavao je klasičnu i popularnu glazbu. Pomogao je Beatlesima da izvuku što više iz snimateljskog studija te iz niza instrumenata korištenim na njihovim pločama, prenoseći mnoge njihove ideje u dotjerani glazbeni oblik.

## Povijesna tablica grupe The Beatles
| THE BEATLES                                                        |
| ------------------------------------------------------------------ |
| 1940.- rođeni John Lennon i Ringo Starr (Richard Starkey).         |
| 1942.- rođen Paul McCartney.                                       |
| 1943.- rođen George Harrison.                                      |
| 1957.- John i Paul osnivaju grupuThe Quarrymen                     |
| 1962.- prva ploča s EMI-em; Ringo Starr pridružuje se kao bubnjar. |
| 1964.- Beatles vode na ljestvicama u SAD-u.                        |
| 1967.- Sgt. Pepper's Lonely Hearts Club Band pušten u prodaju.     |
| 1970.- Let It Be pušten u prodaju, Beatlesi se razilaze.           |
| 1980.- ubijen John Lennon.                                         |
| 1997.- Paul McCartney proglašen vitezom.                           |
| 2001.- umire George Harrison.                                      |

## Članovi
| Glavni članovi - John Lennon – vokali, gitara, klavijature, harmonika, bas-gitara (1960. – 1969.) - Paul McCartney – vokali, bas-gitara, gitara, klavijature, bubnjevi (1960. – 1970.) - George Harrison – gitara, sitar, klavijature, bas-gitara, vokali (1960. – 1970.) - Ringo Starr – bubnjevi, udaraljke, vokali (1962. – 1970.) | Rani članovi - Pete Best – bubnjevi, vokali (1960. – 1962.) - Stuart Sutcliffe – bas-gitara, vokali (1960. – 1961.) - Chas Newby – bas-gitara (1960. – 1961.) - Norman Chapman – bubnjevi (1960.) - Tommy Moore – bubnjevi (1960.) Članovi na turnejama - Jimmie Nicol – bubnjevi (1964.) |

## Diskografija

### Albumi
- Please Please Me (1963.)
- With The Beatles (1963.)
- A Hard Day's Night (1964.)
- Beatles For Sale (1964.)
- Help! (1965.)
- Rubber Soul (1965.)
- Revolver (1966.)
- Sgt. Pepper's Lonely Hearts Club Band (1967.)
- Magical Mystery Tour (1967.)
- White Album (1968.)
- Yellow Submarine (1969.)
- Abbey Road (1969.)
- Let It Be (1970.)

## Vanjske poveznice
- (engl.) Službena stranica Beatlesa

|  | Zajednički poslužitelj ima još gradiva o temi The Beatles |